# Томсен, Туэ Бьёрн
Туэ Бьёрн Томсен (дат. Tue Bjørn Thomsen; 21 декабря 1972, Аасиаат — 23 апреля 2006, Копенгаген) — датский боксёр, представитель тяжёлой весовой категории. Выступал за сборную Дании по боксу в середине 1990-х годов, бронзовый призёр чемпионата мира, победитель и призёр турниров международного значения. В период 1997—2002 годов боксировал также на профессиональном уровне.

## Биография
Туэ Бьёрн Томсен родился 21 декабря 1972 года в городе Аасиаат, Гренландия.

### Любительская карьера
Впервые заявил о себе в сезоне 1996 года, одержав победу на Кубке Копенгагена и на международном турнире в Греции.
В 1997 году выиграл бронзовую медаль на международном турнире «Таммер» в Финляндии, взял серебро на турнире Multi Nations в Англии, победил на турнире BoxAm в Испании. Попав в основной состав датской национальной сборной, принял участие в чемпионате мира в Будапеште, откуда привёз награду бронзового достоинства, выигранную в зачёте первой тяжёлой весовой категории — прошёл здесь трёх соперников по турнирной сетке, после чего на стадии полуфиналов потерпел поражение от титулованного кубинца Феликса Савона.

### Профессиональная карьера
Покинув расположение датской сборной, в декабре 1997 года Томсен успешно дебютировал на профессиональном уровне. Долгое время не знал поражений, хотя боксировал исключительно на домашних датских рингах, и уровень его оппозиции был не очень высоким.
В ноябре 1998 года победил по очкам американского ветерана Айрена Баркли (43-13-1).
В 1999 году завоевал вакантный титул чемпиона Дании в тяжёлом весе.
В марте 2000 года выиграл техническим решением у американца Нейта Миллера (31-7), став обладателем титула чемпиона мира по версии Международного боксёрского совета (IBC).
Первое и единственное поражение в профессиональной карьере потерпел в мае 2000 года — нокаутом от малоизвестного представителя Южной Африки Джейкоба Мофокенга (19-6-1).
Впоследствии провёл ещё четыре поединка, в том числе выиграл у достаточно сильного американского боксёра Роба Кэллоуэя (39-3).
Погиб 23 апреля 2006 года, получив ножевые ранения в драке в одном из баров в центре Копенгагена.